# Johann Peter Titz

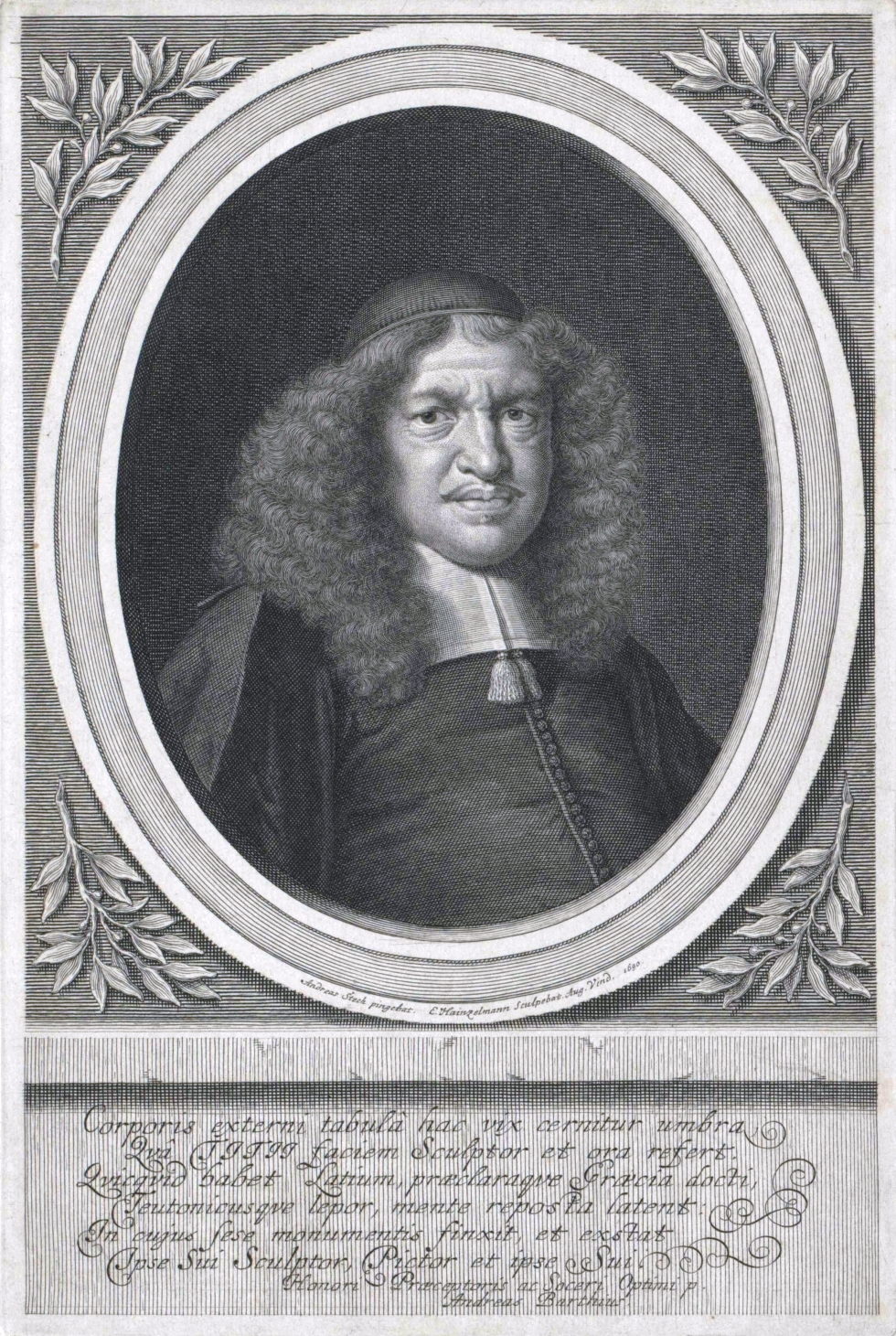
Johann Peter Titius, Stich von Elias Hainzelmann nach Andreas Stech

Johann Peter Titz (* 10. Januar 1619 in Liegnitz, Herzogtum Liegnitz; † 7. September 1689 in Danzig) war ein deutscher Pädagoge, Dichter, Poetiker und evangelischer Kirchenlieddichter.

## Leben
Sohn eines Liegnitzer Arztes, besuchte Titz das Breslauer Elisabethgymnasium, wo Christoph Colerus zu seinen Lehrern gehörte. Nach dem Verlust der Eltern übersiedelte er 1635 nach Danzig, um dort die unterbrochenen Gymnasialstudien zu beenden. Anschließend immatrikulierte er sich in Rostock, um zunächst Rechtswissenschaften, später Altertumswissenschaften zu studieren. Ohne einen Abschluss erzielt zu haben, bringt er es dennoch bei Kriegsende 1648 zum Konrektor der Danziger Marienschule.
Im Nachkriegsjahr 1651 offeriert man ihm notgedrungen die Position eines Gymnasialprofessors für alte Sprachen, was ihn zu einem Schnellstudium in Leiden zwingt. Nach Danzig zurückgekehrt, akzeptiert er zusätzlich auch noch die Professuren für Poesie und Rhetorik.
Titz war zeitlebens enorm produktiv. Trotz seiner vielseitigen beruflichen Inanspruchnahme lassen sich mehr als 200 Einzeldrucke seiner Dichtungen und Schulschriften nachweisen. Obschon er Martin Opitz kaum persönlich gekannt haben dürfte, war er dessen größter Bewunderer und Imitator. Kurz nach Opitz’ Tod veröffentlichte er eine Poetik Zwey Bücher von der Kunst, Hochdeutsche Verse und Lieder zu machen (1642), in der er sich streng an sein Vorbild hält. Ein Widmungsgedicht von Simon Dach bezeugt, dass Titz inzwischen als „Tityrus“ bereits dem Königsberger Dichterkreis beigetreten war.
Schon 60-jährig, heiratete er noch einmal, und zwar Aurelia, die Tochter des Architekten Georg von Strackwitz aus Danzig. Titz verstarb mit 70 Jahren in seiner Danziger Wahlheimat.